# Afroarctia histrionica
Afroarctia histrionica là một loài bướm đêm thuộc phân họ Arctiinae, họ Erebidae.